# Sphenometopa claripennis
Sphenometopa claripennis är en tvåvingeart som först beskrevs av Villeneuve 1933.  Sphenometopa claripennis ingår i släktet Sphenometopa och familjen köttflugor.
Artens utbredningsområde är Egypten. Inga underarter finns listade i Catalogue of Life.